# Пырьевы
Пырьевы (Пыревы) — древний дворянский род.
Рюриковичи, утратившие княжеский титул.
При подаче документов (01 февраля 1686) для внесения рода в Бархатную книгу, была предоставлена родословная роспись Пырьевых, царские жалованные грамоты: великой княгини Марии Ярославны — Ивану Григорьевичу Осоке (Травину) на слободу Малахово (1462—1478), великого князя Василия III — Ивану Григорьевичу Осоке на половину Зубцова со слободой и волостью Джать Зубцовского уезда (1490), на города Хлепень, Дорогочёв и половину Негомира в Вяземском уезде (1493—1497), на волости Боровичи и Волочёк Держков в Бежецкой пятине (1509), наказная память Пырею Осокину посланному от казанского царевича Петра Ибрагимовича ко двору Василия III (1511—1521), Ивана IV — Петру Григорьевичу Пырьеву на волость Теребетово Зубцовского уезда (1547—1552).
В Палату родословных дел, с протестом против внесения родословия Пырьевых в Бархатную книгу, в главу Фоминских и Березуйских князей, в челобитной (10 июня 1687) написали Травины, на что Артемий Лукьянович Пырьев написал встречную челобитную (с приложением выше перечисленных жалованных грамот). Указ о внесении родословия Пырьевых в Бархатную книгу в главу Фоминских и Березуйских князей подписан (16 июля 1688).

## Происхождение и история рода
Потомство Пыревых, Рюриковичи, происходят от фоминского князя Константина Юрьевича. У его было три сына и все Фёдоры:
1. Князь Фёдор Константинович Большой по прозванию Красный — женат на дочери князя Фёдора Святославовича — Евпраксии Фёдоровне, после того, как великий князь Симеон Иванович Гордый, после свадьбы отказался от неё. Родоначальники родов: Травины, Скрябины, Осокины, Пырьевы, Вепревы и другие.
2. Князь Фёдор Константинович по прозванию Слепой — родоначальник дворянских родов Карповы, Долматовы-Карповы, Ложкины, Бокеевы.
3. Князь Фёдор Константинович Меньшой — родоначальник князей Козловские, дворянских родов Ржевские и Толбузины.

Князь Фёдор Константинович Красный имел четырёх сыновей: Михаил Крюк, Иван Собака, Борис Вепрь и Иван Уда, которые княжеским титулом уже не писались. У Ивана Фёдоровича Собаки сыновья: Василий и Семён Иванович по прозванию Трава — родоначальник дворян Травины, который имел сыновей: Сольмана, Ивана и Григория, сыновья которого — Григорий Григорьевич по прозванию Осока — родоначальник дворян Осокины, а Василий Григорьевич по прозванию Скряба — родоначальник дворян Скрябины. У Григория Григорьевича Осоки сын Григорий Григорьевич по прозванию Пырей — родоначальник дворян Пырьевы, который дал фамилию роду.
Родоначальник Григорий Григорьевич Пырей в 1495 году показан в детях боярских, в январе этого же года послан с боярами в Вильно сорок вторым при дочери великого князя Ивана III Васильевича — княжны Елены Ивановны для бракосочетания с великим польским князем Александром Ягеллончиком. В феврале 1500 года на свадьбе дочери Ивана III — княжны Феодосии Ивановны и князя Холмского Василия Даниловича был третьим для посылок при дружках.
В Бархатной книге и родословных книгах поколенная росписи далее не показана.
Представители рода были помещиками Рязанской и других губерний.

## Известные представители
- Пырьев Артемий Лукьянович — сын боярский, стряпчий (1676), московский дворянин (1692)[3], владел поместьем в Ряжском уезде, которое пожаловано его отцу Лукьяну Андреевичу Пырьеву (30 сентября 1680) (250 четвертей) «за государеву службу», упомянут в 1703 году в числе отставных дворян.
- Пырьев Савва Антонович — секретарь Духовной консистории Тобольской епархии (г. Тобольск, 1796 г.).